# Charles Hermite
Charles Hermite (ur. 24 grudnia 1822 w Dieuze, zm. 14 stycznia 1901 w Paryżu) – francuski matematyk.
Zajmował się teorią liczb, algebrą i analizą matematyczną. Jako pierwszy dowiódł, że liczba e jest liczbą przestępną. Jego prace wykorzystał potem Ferdinand Lindemann przy dowodzeniu, że liczba π jest również liczbą przestępną. Takie pojęcia matematyczne jak Wielomiany Hermite’a czy Sprzężenie hermitowskie są nazwane na jego cześć. W 1878 otrzymał Pour le Mérite za Naukę i Sztukę.
Jego uczniem był inny znany matematyk, Henri Poincaré. Jego zięciem był Charles-Émile Picard.